# Emanuel Hüller

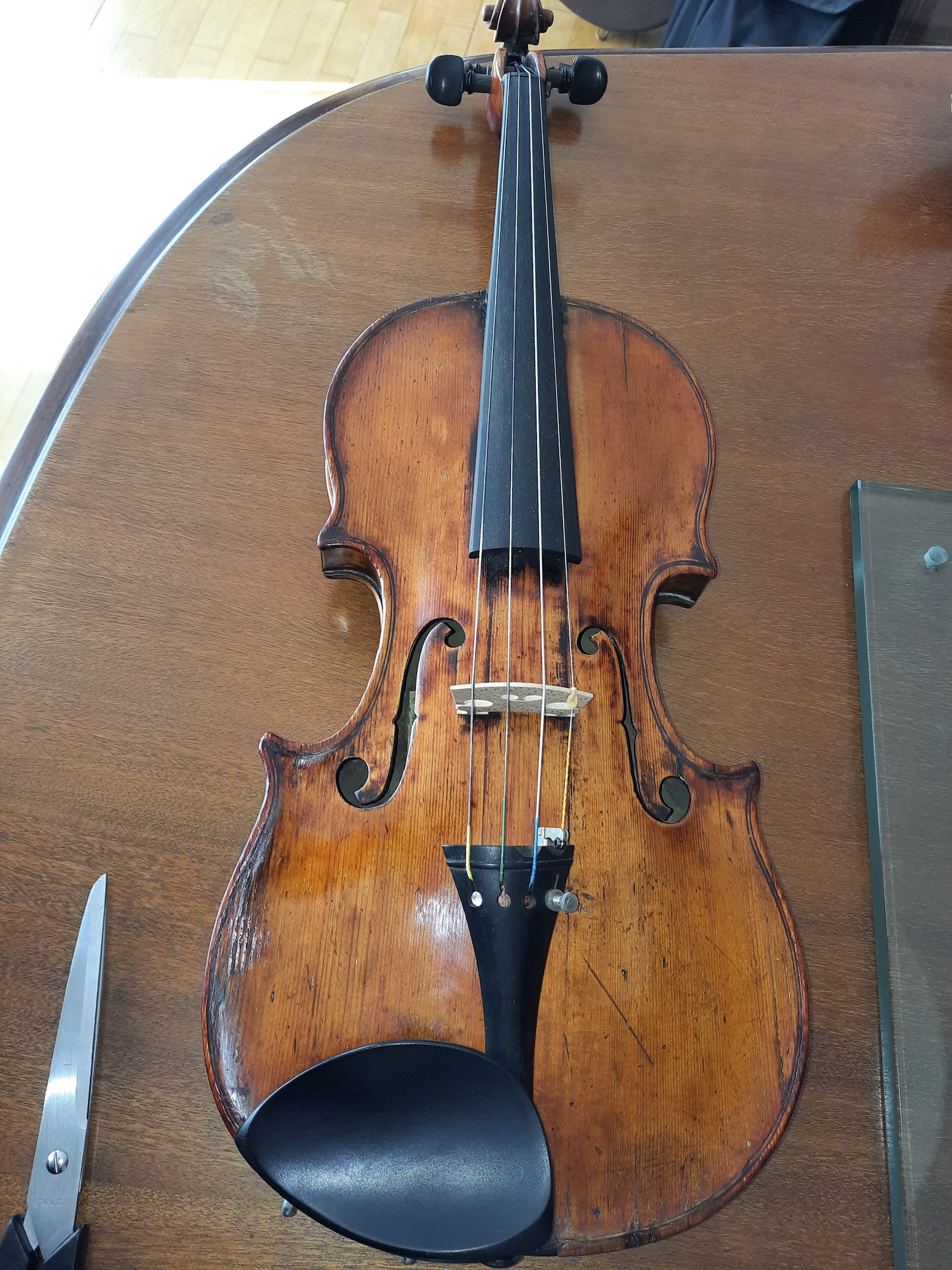
Emanuel Hüller Violine

Emanuel Hüller (* 29. August 1843; † 2. Dezember 1916) war ein tschechischer Instrumentenbauer in Kraslice (Graslitz).

## Leben
Emanuel Hüller war der Sohn eines Spinnmeisters, der in der Pilz-Fabrik in Graslitz arbeitete. Nach dem Besuch der Volksschule ging er bei einem Graslitzer Meister in die Lehre, der ihm den Bau von (Blasinstrumente-)Maschinen beibrachte. Er begründete das Gewerbe 1864 in der Richard-Wagner-Str. 790 und heiratete im gleichen Jahr Theresia Langhammer. Zunächst stellte er Metallblasinstrumente her. 1885 erweiterte er sein Werk um den Verkauf von Musikinstrumenten aller Art, insbesondere Streichinstrumente und exportierte auch ins Ausland (Deutschland, Frankreich, Türkei, Russland).
Hüller nahm an Ausstellungen teil und gewann eine Reihe von Auszeichnungen (Prager Jubiläumsausstellung 1891 – Silbermedaille; 1895 Teplice – Bronzemedaille). Er engagierte sich auch in der Lokalpolitik, so saß er eine Legislaturperiode lang im Graslitzer Stadtparlament.
Hüller hatte drei Töchter und sechs Söhne. Nach seinem Tod im Jahr 1916 wurde sein ältester Sohn Anton († 1929), der auch eine eigene Metallblasinstrumenten-Werkstatt führte, Nachfolger des Unternehmens. Als dieser starb, wurden die Werkstätten zunächst von seiner Witwe und dann weiteren Familienangehörigen fortgeführt.